# Nong Khai

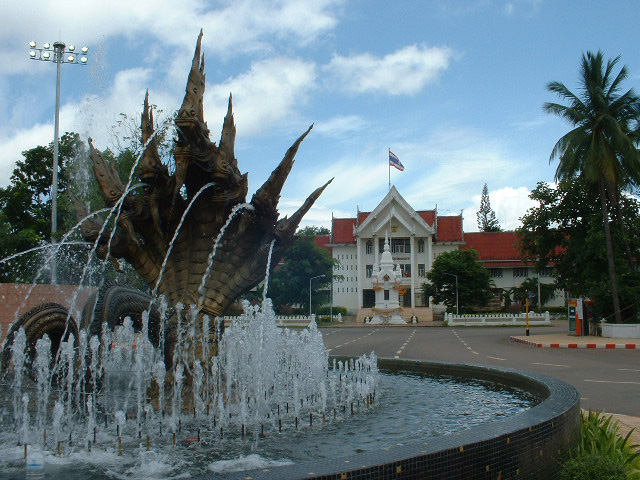
Antigo predio da prefeitura, no centro da cidade de Nong Khai

Nong Khai (หนองคาย ou Nong Khai) é uma cidade localizada no nordeste da Tailândia e é a capital da Província de Nong Khai. Situa-se na margem do Rio Mekong e é o local da primeira ponte de Amizade Tailandesa-Laosiana. A ponte da Amizade Tailandesa-Laosiana foi em grande parte financiada por uma doação para o governo do Laos pelo governo australiano. É a entrada tailandesa para capital do Laos, Vientiane, situada 25 quilômetros, na margem norte do rio. A cidade de  Nong Khai é administrada como Amphoe Mueang Nong Khai.

## Turismo
A atração  principal de Nong Khai é o Sala Keo ku (também grafado como Sala Kaew Ku), um parque de esculturas enormes, algumas com mais de 20 m de altura. O parque é a obra do místico Luang Pu Bunleua Sulilat, que comprou o terreno em 1978, quando ele foi exilado de seu nativo Laos. Sintetizando ideologias Budista e Hinduista, com estatuas de Budas,  Shiva, Vishnu, Naga e todos os tipos de híbridos de humanos e animais dominam a paisagem.

## Economia
Nong Khai é essencialmente uma cidade de fronteira com o tráfego típico associado a esses locais. Turismo consiste principalmente em escalas curtas por pessoas que viajam para e do Laos. A principal via é povoada principalmente por lojas de ferragem, bancos e lojas de ouro. 
Um grande mercado com produtos da Indochina prospera no centro da cidade ao longo da beira do rio. Visitantes são servidos por uma vasta selecção de hoteis e pensões.